# Peter van Hooijdonk
Mr. Simon Petrus Gustavus Maria (Peter) van Hooijdonk (Bergen op Zoom, 1 november 1956) is een Nederlands zakenman, en bestuursvoorzitter van Van der Hoop Bankiers dat in december 2005 failliet ging.
Naast CEO van Van der Hoop bekleedt Van Hooijdonk de navolgende functies (2005):
- Voorzitter EKI commissie van de NVB
- Lid Beleidscommissie effecten van de NVB
- Voorzitter Raad van Commissarissen First Alliance Trust N.V.
- Voorzitter Raad van Commissarissen van der Hoop Capital Management B.V.
- Bestuurslid van de Vereniging van Commissionairs in Effecten
- Lid Commissie van Beroep van Dutch Securities Institute